# RMS Tayleur
"RMS Tayleur" – ożaglowany, żelazny statek typu kliper, czarterowany przez linię żeglugową White Star Line. Statek był duży, szybki i technicznie zaawansowany. Osiadł na mieliźnie i zatonął podczas swojego dziewiczego rejsu w 1854 roku. Z ponad 650 pasażerów na pokładzie przeżyło tylko 280. Często jest porównywany z Titanikiem.

## Budowa i wodowanie
Statek został zaprojektowany przez Williama Rennie w Liverpoolu i zbudowany w odlewni Charlesa Tayleura, w Warrington, dla właściciela - przedsiębiorstwa Charles Moore & Company. Budowa zajęła tylko sześć miesięcy. Wodowanie odbyło się 4 października 1853 roku, na Rzece Mersey, w Warrington (hrabstwo Cheshire, 32 km na wschód od Liverpoolu). Nazwę "Tayleur" statek zawdzięcza Charlesowi Tayleurowi. "RMS Tayleur" był największym statkiem swoich czasów, przy wymiarach 230 stóp długości (70 m), 40 stóp szerokości (12 m), 28 stóp zanurzenia (8,5 m) i ogromnej pojemności, w sumie 5750 ton, z czego 4000 ton ładunku mogło być przewożone pod pokładami, poniżej linii zanurzenia. Statek posiadał w sumie 3 pokłady, dla załogi i pasażerów. "Tayleur" był typem żaglowca, w dużej części wykonanego ze stali. Nowy statek został wyczarterowany przez linię żeglugową White Star Line, w celu odbywania rejsów do Australii, szlakami handlowymi. Było to spowodowane potrzebą transportu z i do ówczesnej kolonii brytyjskiej, bowiem odkryto tam złoża złota.

## Katastrofa
"RMS Tayleur" opuścił Liverpool 19 stycznia 1854 roku. Ten dzień był początkiem dziewiczego rejsu statku, którego celem było Melbourne w Australii. Wówczas na pokładzie znajdowało się 652 pasażerów oraz załogi, w tym 29-letni kapitan – John Noble, który dowodził załogą, składającą się z 71 osób, z czego zaledwie 37 było doświadczonymi marynarzami, a 10 w ogóle nie mówiło w języku angielskim. Dodatkowo kompasy nie działały prawidłowo, z powodu dużej ilości metalu, z którego wykonany był statek. Nieświadomi marynarze byli przekonani, iż płyną na południe, w kierunku Morza Irlandzkiego. Jednak w rzeczywistości płynęli w stronę wybrzeża Irlandii. 21 stycznia 1854 roku, po 48 godzinach rejsu, "Tayleur" prowadzony w złym kierunku, napotkał sztorm. Utracono całkowitą kontrolę nad statkiem. Sztorm zniósł go prosto na wschodnie wybrzeże wyspy Lambay, około 5 mil od Zatoki Dublińskiej. Początkowo podejmowano próby opuszczenia łodzi ratunkowych, jednak gdy pierwsza z nich rozbiła się o skały, zaniechano opuszczania dalszych, uznano to za zbyt niebezpieczne. Statek znajdował się bardzo blisko lądu. Pozwoliło to załodze przewrócić maszt na brzeg. Niektórzy ludzie skorzystali z takiego „mostu” i zdołali wspiąć się po nim na ląd. Część z nich niosła liny ze statku, które pozwoliły innym bezpiecznie dostać się na brzeg. Kapitan Noble pozostał na swoim statku do ostatniej minuty. Następnie skoczył na brzeg i został uratowany przez jednego z pasażerów. Wkrótce po tym, "RMS Tayleur", wskutek nadal trwającego sztormu, został zmyty na głębsze wody i poszedł na dno. Po ogromnym statku pozostał jedynie wierzchołek masztu. Jeden z pasażerów, który przeżył, zawiadomił straż przybrzeżną na wyspie. Gdy dotarli oni do wraku, znaleźli ostatniego rozbitka - Williama Viversa. Wspiął się on na szczyt olinowania statku, na którym spędził ponad 14 godzin. William Vivers został uratowany przez strażników przybrzeżnych. Za ten ratunek, 2 marca 1854 roku, główny przewoźnik – George Finlay, został uhonorowany srebrnym medalem. Mimo tego uratowało się tylko 280 z 650 pasażerów. Po katastrofie, gazety zarzucały załodze i kapitanowi liczne zaniedbania, jakich się dopuścili. Jednak oficjalne śledztwo koronera, w sprawie przyczyny katastrofy "RMS Tayleur" oczyściły kapitana Noble'a z wszelkich zarzutów. Śledztwo wykazało, że wina leży po stronie właścicieli. Oskarżono ich o zaniedbania oraz o zgodę na wypłynięcie statku, pomimo braku odpowiednich kompasów. W ówczesnym czasie nie było jeszcze skomplikowanych przyrządów nawigacyjnych, więc posiadanie sprawnych kompasów było niezbędne, aby uniknąć kolizji i podążać prawidłowym kursem. Jednakże brytyjska Izba Handlu obwiniła kapitana o niezastosowanie metody sondowania, standardowej praktyki wykorzystywanej podczas rejsów przy słabej widoczności.

## Przyczyny zatonięcia
Przyczyny katastrofy były skomplikowane i złożone:
- Problemy z kompasem, z powodu zakłóceń, spowodowanych przez obecność dużej ilości metalu w konstrukcji statku.
- Brak kompasu, ustawionego na szczycie masztu (zachowanie odpowiedniego dystansu od żelaznego kadłuba).
- Wiatr północny, obecny na Morzu Irlandzkim, jest podobny do tego, który doprowadzał na północ Wielkiej Brytanii.
- Zbyt mała i niedoświadczona załoga.
- Zataczanie dużych kół spowodowało, że statek utracił sterowność.
- W końcowej akcji ratowania statku, podczas opuszczania kotwicy, łańcuchy kotwiczne zostały przerwane.
- Kapitan został ranny w poważnym upadku (uraz głowy).
- Niedostatek pasów ratunkowych (wtedy rzadkie wyposażenie statków) oraz panika doprowadziły do zwiększonej śmiertelności. Tylko ci, którzy zachowali spokój lub umieli pływać, przetrwali.

## Porównania
Mimo dużych różnic czasowych (1854 a 1912),  "RMS Tayleur"  wielokrotnie był i jest porównywany z RMS Titanic. Oba statki nosiły tytuł "RMS"- Royal Mail Steamer, co oznacza "Królewski Parowiec Pocztowy". Z tego powodu oba statki przewoziły w swoich ładowniach duże ilości poczty. Oba parowce pływały pod banderą White Star Line, jednak wówczas firmą zarządzali John Pilkington oraz Henry Wilson, a w przypadku Titanica - J.Bruce Ismay. Oprócz tego zarówno Titanic, jak i Tayleur zatonęły w czasie swoich dziewiczych rejsów. Oba statki miały wady w kwestii wyposażenia, które ostatecznie przesądziły o ich losach - nieodpowiednie kompasy i złe olinowanie na "RMS Tayleur" oraz brak lornetek i zbyt mała liczba łodzi ratunkowych na Titanicu.

## Śledztwo
Były cztery oficjalne śledztwa: śledztwo w sprawie ustalenia przyczyny zgonu, śledztwo brytyjskiej Izby Handlowej, śledztwo Admiralicji, prowadzone przez inspektora ds. statków żelaznych - Mr.Granthama oraz śledztwo Liverpoolskiej Marynarki Handlowej, starającej się ustalić stosowność wydawanych rozkazów przez kapitana Noble'a. Istnieją sprzeczności pomiędzy tymi śledztwami.
Liczba ofiar zmieniała się w stosunku do całkowitej liczby pasażerów na pokładzie. Jako ostateczną liczbę podawano pomiędzy 528 a 680 pasażerami na pokładzie, z czego ofiar co najmniej 297-380, w zależności od źródła. Spośród ponad 100 kobiet na pokładzie, przeżyły tylko trzy. Było to spowodowane najprawdopodobniej problematycznym ubiorem tamtego okresu. Rozbitkowie, aby znaleźć schronienie, musieli poradzić sobie z koniecznością wspinaczki na stromy klif (24 m). Gdy informacja o katastrofie dotarła do Irlandii, linia żeglugowa The City of Dublin Steam Packet Company, wysłała parowiec "Prince", w celu poszukiwania ocalałych. Najnowsze badania Dr Edwarda J Bourke'a wskazują na liczbę 662 pasażerów na pokładzie.
Tablica pamiątkowa na cześć zmarłych w katastrofie, została ufundowana 16 maja 1999 roku, w Portrane (53.493441-6.108558).

## Wrak
Szczątki wraku zostały odkryte na nowo przez członków irlandzkiego klubu podwodnego. Z powodu wieku wraku - ponad 100 lat (w 2017 roku 164 lata), aby móc nurkować na tym terenie, trzeba uzyskać pozwolenie od rządowej agencji ochrony i konserwacji zabytków w Irlandii (OPW - Office of Public Works). Wrak "RMS Tayleur" leży na 17 m głębokości, nieco ponad 30 m od płd-wsch zakątku wyspy Lambay, w małej zatoce. Szczątki wraku zawierają kadłub, kolumnę masztu, wciągarkę zasilaną parą (donkey engine) oraz kolekcję talerzyków deserowych. Drewniana konstrukcja została ocalona, krótko po zatonięciu. Naczynia stołowe z ładowni oraz kilka kawałków wraku, są obecnie na wystawie w Newbridge House, w Donabate.

## Dane techniczne
- Typ statku - kliper; żelazny kadłub
- Długość - 230 stóp (70 m)
- Śródokręcie - 40 stów (12 m)
- Zanurzenie - 28 stóp (8,5 m)
- 3 pokłady
- Właściciel - Charles Moore & Company
- Konstruktor - William Rennie, Liverpool
- Data wodowania - 04.10.1853
- Data zatonięcia - 21.01.1854
- Miejsce zatonięcia - 53°28′54″N 06°01′12″W

## Źródło
1. Jump up ^ Guy, Stephen (2010). "Wreck of the Tayleur". National Museums Liverpool Blog.
2. Jump up ^ Starkey, H. F. (1999). Iron clipper "Tayleur": the White Star Line's "First Titanic". Avid Publications. ISBN 1-902964-00-4.
3. Jump up ^ "RNLI Gallantry Medals". Coastguards of Yesteryear. Retrieved 2009-03-26.
4. Jump up ^ Bourke, Edward J. (2003). Bound for Australia: The loss of the emigrant ship Tayleur at Lambay on the coast of Ireland. Dublin: Edward Bourke. ISBN 0-9523027-3-X.
5. Jump up ^ Luxton, John (1999). "The Tayleur Memorial, Portrane". Irish Sea Shipping. Retrieved 2014-08-19.
6. Jump up ^ Stone, Peter. "Shipwrecks on the UK - Australia Run". Encyclopedia of Australian Shipwrecks. Retrieved 2014-08-20.